# Журавльов Михайло Іванович
Журавльов Михайло Іванович (1911, село Хригіно Санкт-Петербурзької губернії — 1976, Москва) — діяч РСЧА і НКВС СРСР, генерал-лейтенант (9 липня 1945). Начальник УНКВС-УНКДБ-УМВС по Московській області.

## Ранні роки
Народився в російській сім'ї селянина. Після закінчення школи 2-го ступеня в місті Порхове працював слюсарем на заводі «Червоний Путилівець». З 1929 старший піонервожатий, з 1931 секретар осередку ВЛКСМ, з 1932 — завідувач відділенням комітету ВЛКСМ. З грудня 1933 по жовтень 1935 служив в РСЧА рядовим, командир відділення школи 10-го відділу штабу Ленінградського військового округу, помічник командира взводу, з листопада 1934 командував взодом 29-го стрілецького полку, з травня 1935 помічник начальника 6-ї частини штабу 10-ї дивізії. Демобілізований у листопаді 1935. Вже з жовтня 1935 по 1938 на партійній роботі в місті Ленінграді: редактор газети, секретар парткому Ленінградського рибокоптильного заводу, інструктор, заступник завідувача відділом партійних кадрів, другий секретар Ленінського районного комітету ВКП(б).

## В органах державної безпеки
У грудні 1938 направлений на короткострокові курси при вищій школі НКВД. 23 січня (за іншими даними з 28 січня) 1939 призначений наркомом внутрішніх справ Комі АРСР. Проводить велику роботу по зміцненню правопорядку, боротьби зі злочинністю в республіці. Обирався членом пленуму і бюро обкому ВКП(б), депутатом Сиктивкарської міської Ради депутатів трудящих.
31 березня 1940 переведений в апарат НКВС СРСР на посаду начальника 5-го відділення 2-го відділу (секретно-політичного) ГУДБ НКВС СРСР, на якій працював до 26 лютого 1941 року, після чого був призначений начальником УНКВД Московської області. На цій посаді його застала Велика Вітчизняна війна. Він керує будівництвом аеродромів в Московській області, формуванням винищувальних батальйонів, курирував саперні роботи з мінування столиці на випадок прориву оборони фашистами. Як член обласного штабу по керівництву підпіллям і партизанським рухом, займається підбором командних кадрів і формуванням партизанських загонів, створенням їх матеріально-технічної бази. За його ініціативою створюються спеціальні школи з підготовки диверсійно-розвідувальних фахівців. Після звільнення від ворога Московської області організовує роботу з відновлення громадського порядку, боротьбі зі злочинністю, обіймав посаду до 8 січня 1948 року.
Потім був призначений начальником 4-го відділу Тюремного управління МВС СРСР (7 липня 1948 — 28 вересня 1949). Заступник начальника Управління ВТТ та будівництва Волго-Донського водного шляху МВС (28 вересня 1949 — 18 листопада 1952). Заступник начальника Головгідробалтбуду МВС СРСР (18 листопада 1952 — 16 березня 1953). Начальник Господарського управління МВС СРСР (16 березня 1953 — 2 червня 1956).
З другої половини 1956 року працював у Міністерстві середнього машинобудування СРСР. Михайло Іванович Журавльов помер в 1976 році, похований в місті Москві на Ваганьковському кладовищі.